# Змеєво
Зме́єво (болг. Змеево) — село в Добрицькій області Болгарії. Входить до складу общини Балчик.

## Населення
За даними перепису населення 2011 року у селі проживали 289 осіб, з них 277 осіб (97,9%) — болгари.
Розподіл населення за віком у 2011 році:
Динаміка населення: